# Seznam kostariških politikov
Seznam kostariških politikov.

## A
- Óscar Arias

## B
- Epsy Campbell Barr
- Francisco Orlich Bolmarcich

## C
- Laura Chinchilla

## L
- Estrella Zeledón Lizano

## P
- Abel Pacheco

## S
- Luis Guillermo Solís